# Region um Wolkersdorf
Die Region um Wolkersdorf ist eine Kleinregion aus neun Gemeinden rund um die Stadt Wolkersdorf im Weinviertel. Die Region ist nahezu deckungsgleich mit dem ehemaligen Gerichtsbezirk Wolkersdorf. In der Region leben circa 18.500 Menschen. Ziel des gleichnamigen Vereins ist die Förderung der regionalen Identität, der Wirtschaft und Landwirtschaft, des Tourismus und der Kultur.
Die Region ist öffentlich mit der Laaer Ostbahn erreichbar, bis 2019 auch mit der Stammersdorfer Lokalbahn. Mit dem Auto gelangt man über die Brünner Straße bzw. über die Nord Autobahn und die Wiener Außenring Schnellstraße in die Region.

## Geschichte
Am 11. November 2005 schlossen sich in der konstituierenden Sitzung die Gemeinden Großebersdorf, Hochleithen, Kreuttal, Kreuzstetten, Ulrichskirchen-Schleinbach und Wolkersdorf zur „Region um Wolkersdorf“ zusammen. Der Beitritt von Bockfließ und Pillichsdorf erfolgte am 15. Februar 2007. Als letzte Gemeinde trat Großengersdorf am 11. Juli 2007 der Region bei.
Obfrau der Region ist seit der Gründung die damalige Vizebürgermeisterin und spätere Bürgermeisterin von Wolkersdorf Anna Steindl.

## Mitgliedsgemeinden
Derzeit gehören folgende Gemeinden der Region um Wolkersdorf an:
| - Bockfließ - Großebersdorf - Großengersdorf | - Hochleithen - Kreuttal - Kreuzstetten | - Pillichsdorf - Ulrichskirchen-Schleinbach - Wolkersdorf |